# Gustaf Appelberg (jurist)
Gustaf Appelberg, född den 18 augusti 1871 i Göteborg, död den 24 februari 1938 i Stockholm, var en svensk jurist.
Appelberg blev 1895 juris utriusque kandidat vid Uppsala universitet och utsågs till fiskal i Svea hovrätt 1907. År 1910 befordrades han till hovrättsråd och 1911–1914 var han byråchef för lagärenden. Åren 1918–1938 var Appelberg justitieråd. Han deltog i utarbetandet av en rad lagförslag. Appelberg blev riddare av Nordstjärneorden 1911, kommendör av andra klassen av samma orden 1914, kommendör av första klassen 1921 och kommendör med stora korset 1927.
Gustaf Appelberg var son till assuransdirektören Axel Valdemar Appelberg och dennes hustru Sophie Sandberg. Han är begraven på Norra begravningsplatsen utanför Stockholm.